# Heptatriacontane
L'heptatriacontane est un hydrocarbure linéaire de la famille des alcanes de formule brute C37H76 et de formule semi-développée CH3-(CH2)35-CH3.